# Schiffswrack von Antikythera

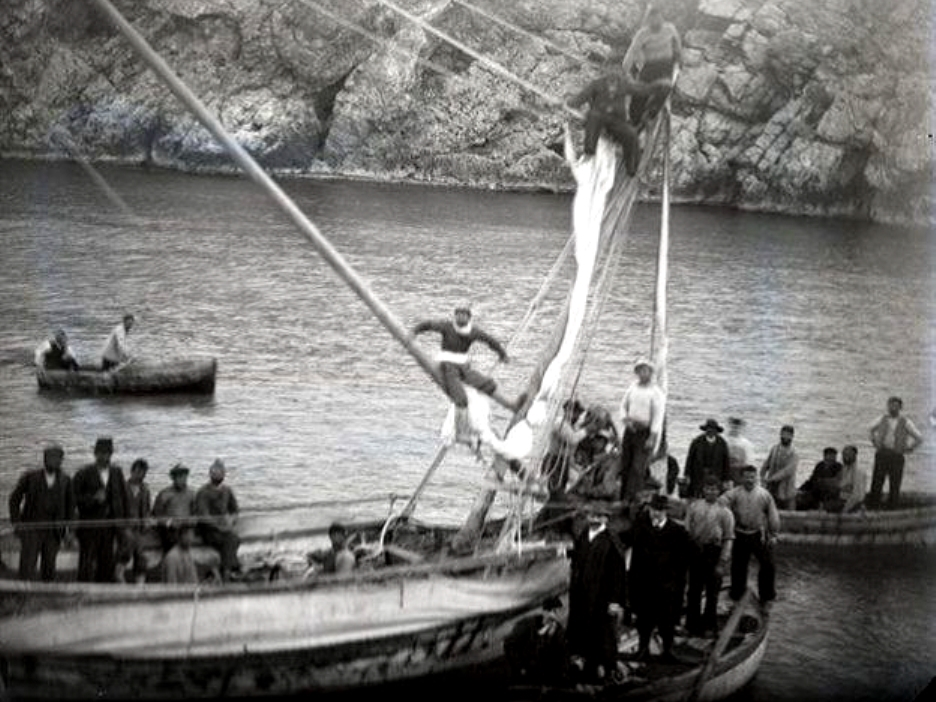
Untersuchung des Wracks (Winter 1900/1901)

Beim Schiffswrack von Antikythera handelt es sich um ein in etwa 55 Meter Tiefe im Mittelmeer vor der Landspitze Glyfada (Γλυφάδα) im Nordosten der Insel Antikythera entdecktes antikes Schiff. Das Wrack stammt aus dem 1. Jahrhundert v. Chr.

## Forschungsgeschichte

### Die Entdeckung des Wracks und die erste Bergungskampagne

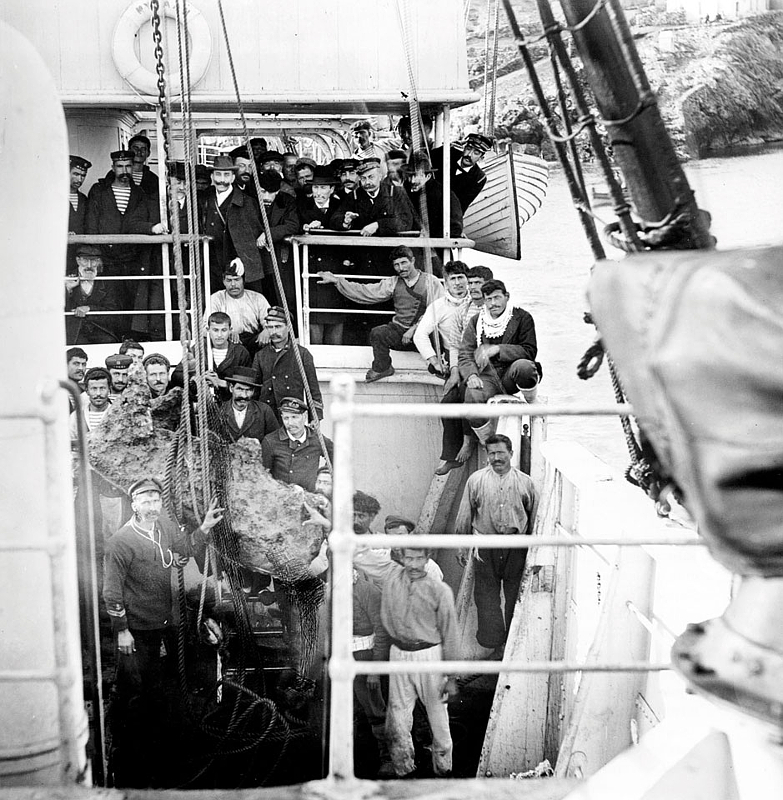
Das Team der Schwammtaucher mit Vertretern der griechischen Regierung auf dem Marineschiff Mykali (Winter 1900/1901)

Im Frühjahr 1900 entdeckten Schwammtaucher das Wrack. Der Kapitän informierte das zuständige Ministerium über den Fund und bat um Erlaubnis, das Wrack weiter zu untersuchen. Der griechische Staat entschied sich, die Untersuchungen mit einem Schiff der Kriegsmarine zu unterstützen. Antonios Oikonomou, ein Professor für Archäologie an der Universität Athen, erhielt die wissenschaftliche Aufsicht. Die Mission begann im November 1900. Obwohl sie anfangs wegen des schlechten Wetters nur mäßig erfolgreich in der Bergung der Objekte war, wurde sie den Winter hindurch fortgesetzt. Das kleine Team von Schwammtauchern war von der Häufigkeit der Tauchgänge über Gebühr beansprucht; einige der Taucher erlitten gesundheitliche Schäden und mussten ins Krankenhaus. Im Frühjahr 1901 rief die Regierung deshalb zu breiterer Beteiligung an den Tauchaktionen auf und ging schließlich eine Partnerschaft mit einer italienischen Firma ein. Die Bergungskampagne dauerte bis September 1901. Diese erste Tauchkampagne förderte die Mehrheit der heute bekannten Funde zutage, allerdings wurde die Lage der Funde damals nicht kartiert, so dass viele Fundzusammenhänge verloren sind. Einige der Fragmente gingen verloren, weil die Taucher die verkrusteten Marmorteile für Steine hielten und im tieferen Wasser versenkten.
Die Funde wurden dem Archäologischen Nationalmuseum übergeben, um dort gereinigt und konserviert zu werden. Der griechische Bildhauer Panagiotis Kaloudis und der französische Künstler Alfred André setzten die Statuen wieder zusammen.
Die Dokumente zu dieser Kampagne lagern heute im Historischen Archiv des Griechischen Archäologischen Dienstes.

### Die Bergungskampagnen unter Jacques-Yves Cousteau
Mit einer zweiten Tauchkampagne beauftragte die griechische Regierung Jacques-Yves Cousteau, der schon zuvor mehrmals archäologische Unterwasserbergungen in Griechenland übernommen hatte. Er sollte weitere Funde bergen und einen Film über seine Arbeiten am Wrack drehen. 1953 tauchte Cousteau erstmals zum Wrack; von Juni bis November 1976 arbeiteten er und sein Team mit dem Forschungsschiff Calypso am Wrack von Antikythera. Sie arbeiteten nun mit einer besseren technischen Ausstattung: Mit einem Vakuumrohr saugten sie Sand aus dem Wrack auf das Forschungsschiff, aus dem die kleineren Funde herausgesammelt werden konnten. Größere Funde wurden mit einem Kran an Deck gehoben.

### Neueste Untersuchungen
2012 rief die staatliche Behörde für Unterwasserarchäologie zusammen mit Partnerinstitutionen, darunter der Woods Hole Oceanographic Institution, ein neues Forschungsprojekt zum Wrack von Antikythera ins Leben. Im Herbst 2014 begann die erneute Untersuchung des Wracks. Zum Einsatz kamen Kreislauftauchgeräte, die ein längeres Tauchen in Tiefen unterhalb von 60 Metern erlauben, sowie ein Tauchroboter und Metalldetektoren. Bei der Expedition wurden auch neue Fundstücke vom Wrack geborgen, darunter zwei große Speere aus Bronze, vermutlich von überdimensionalen Kriegerstatuen stammend, Goldschmuck, die bisher einzig erhaltene Pendel-Ramme (engl. „war dolphin“) und Knochenreste eines ca. 15 bis 25 Jahre alten Mannes. Da unter diesen sogar intakte Schädelknochen sind, besteht die Hoffnung einer erfolgreichen DNA-Analyse, welche vom DNA-Experten Hannes Schroeder vom Statens Naturhistoriske Museum in Kopenhagen durchgeführt werden soll. Auch DNA-Spuren von den in den Transportgefäßen aufbewahrten Substanzen sollen weitere Erkenntnisse über die transportierten Waren liefern. Das Forschungsprojekt untersucht nicht nur das Wrack, sondern auch systematisch die Küstenlinie von Antikythera. Keramikfunde, die sich bis zu 350 m vom Wrack entfernt befanden, machen eine großräumigere Erforschung notwendig. Unklar ist, ob die entfernten Funde zum selben Schiff gehören oder ob weitere Schiffe an dieser Stelle kenterten.

### Zweites Schiffswrack
Im Juli 2024 wurde der Fund eines zweiten Schiffswracks in ca. 200 Metern Entfernung zum ersten bekannt; auch dieses Schiff hatte Keramik und andere Luxusgüter geladen, darunter Amphoren von den Inseln Chios und Rhodos. Dieses Schiff war etwa zur gleichen Zeit gesunken wie das zuerst gefundene, möglicherweise waren beide Schiffe sogar gemeinsam unterwegs.

## Das Schiff
Das Schiff bestand aus Eichen- und Ulmenholz. Die Planken waren mit Bronzenägeln zusammengefügt und teils mit Bleiblech beschichtet. Peter Throckmorton, der die Schiffsteile als erster untersuchte, ermittelte eine Länge von ca. 30 m, eine Breite von ca. 10 m und ein Fassungsvermögen von ca. 300 Tonnen. Da entscheidende Schiffsteile wie Bug, Heck und Decks nicht erhalten sind, lassen sich nur begrenzt Rückschlüsse auf seine Bauweise ziehen. Die erhaltenen Planken sind auffallend dick, das Schiff war also sehr stabil gebaut. Es wurden eine Menge Dachziegel im Wrack gefunden, die wahrscheinlich zum Schiff gehörten und einen Teil des Decks überdachten. Ein Bleirohr wird als Teil eines Entwässerungssystems gedeutet.
14C-Datierungen ergaben, dass die Bäume, aus denen die Schiffsplanken gefertigt wurden, ca. 220 v. Chr. (±40 Jahre) gefällt wurden. Wenn diese Ergebnisse stimmen, muss das Schiff beim Untergang schon außergewöhnlich alt gewesen sein. Bei antiken Schiffen ist normalerweise von einer wesentlich geringeren Lebensdauer auszugehen, da das Holz bereits nach einigen Jahrzehnten zu große Schäden aufwies.

## Funde

### Skulpturen
Im Wrack von Antikythera fanden sich zahlreiche Skulpturen aus Bronze und Marmor. Die Bronzewerke sind ungewöhnlich gut erhalten. Unter ihnen befinden sich sowohl Originale aus klassischer und hellenistischer Zeit als auch späthellenistische klassizistische Werke und antike Kopien.
Der sogenannte Jüngling oder Ephebe von Antikythera ist eine 1,94 Meter große Bronzestatue und gehört zu den bekanntesten Funden aus dem Wrack. Die Skulptur wurde aus vielen Einzelteilen wieder zusammengesetzt. Sie ist wahrscheinlich ein Original aus dem 3. Viertel des 4. Jahrhunderts v. Chr. Eine Künstlerzuweisung ist nicht möglich, wobei in seiner Gestaltung ein Einfluss der Schule Polyklets zu erkennen ist.
Ein weiteres bekanntes Werk ist der leicht überlebensgroße Bronzekopf eines Philosophen. Er ist wahrscheinlich Original aus frühhellenistischer Zeit, wohl aus dem letzten Drittel des 3. Jahrhunderts v. Chr. Der Kopf gehörte zu einer Statue, von der auch der im Redegestus ausgestreckte rechte Arm erhalten ist sowie die linke Hand, in der er einen Stock hält. An Bord fanden sich Teile mindestens dreier weiterer Statuen von ähnlichen Maßen, darunter eine weitere Hand und zwei Füße mit Sandalen, eine bronzene Leier, die ebenfalls zu einer Statue gehört haben muss, und ein bronzener Helmbusch.
Fünf Statuetten lassen sich dem der klassizistischen späthellenistischen Stil zuordnen. Sie waren keine exakten Kopien klassischer Werke aus dem 5. und 4. Jahrhundert v. Chr., bedienten sich aber ihrer Stilelemente. Die im Wrack von Antikythera gefundenen Statuetten wurden wahrscheinlich im späten 2. Jahrhundert v. Chr. geschaffen.
Dazu fanden sich Fragmente von 36 Skulpturen aus parischem Marmor. Sie waren stark mit Muscheln und Ablagerungen verkrustet; gut erhalten sind nur die Teile, die in den Meeresboden eingegraben waren. Darunter befinden sich zwei überlebensgroße Statuen des Gottes Hermes. Eine ist eine antike Replik des Hermes Richelieu; das Original aus Bronze stammt aus der Zeit um 360–350 v. Chr. Eine weitere entspricht dem Typus des Hermes Andros-Farnese nach einem Bronze-Original aus der Zeit um 340 v. Chr. Eine stark beschädigte Marmorskulptur lässt sich als Replik des Herakles Farnese des Bildhauers Lysipp identifizieren. Zwei Frauenstatuen zeigen wahrscheinlich beide die Göttin Aphrodite; eine davon steht in der Tradition der Aphrodite von Knidos des Praxiteles. Auch eine etwa lebensgroße Pferdestatue fand sich im Schiffswrack. Hinzu kommen einige klassizistische Statuen des Späthellenismus und einige späthellenistische Neuschöpfungen, darunter eine kleine Statue eines Ringkämpfers und eine Sitzstatue des Zeus sowie eine Statuengruppe, die als die homerischen Helden Odysseus, Philoktetes und Achilleus gedeutet werden und zu den spätesten Skulpturen der Ladung gehören. Solche Statuen mythischer Helden waren in Rom zur Zeit der späten Republik in Mode. Sie dienten zur Ausstattung der Villen reicher römischer Bürger.
Das einheitliche Material der Marmorskulpturen deutet auf eine gemeinsame Herkunft, vielleicht sogar eine gemeinsame Werkstatt hin. Die jüngsten Marmorwerke, die ins 1. Jh. v. Chr. datiert werden, können erst kurz vor der Verschiffung gefertigt worden sein. An einigen der älteren Stücke, darunter den Bronzestatuen des Philosophen und der damit verwandten Fragmente, lassen sich Spuren von Reparaturen erkennen, die auf eine längere Nutzung vor dem Transport hindeuten. Zu den jüngeren Werken sind teilweise Sockel aus parischem Marmor erhalten.

### Der Mechanismus von Antikythera

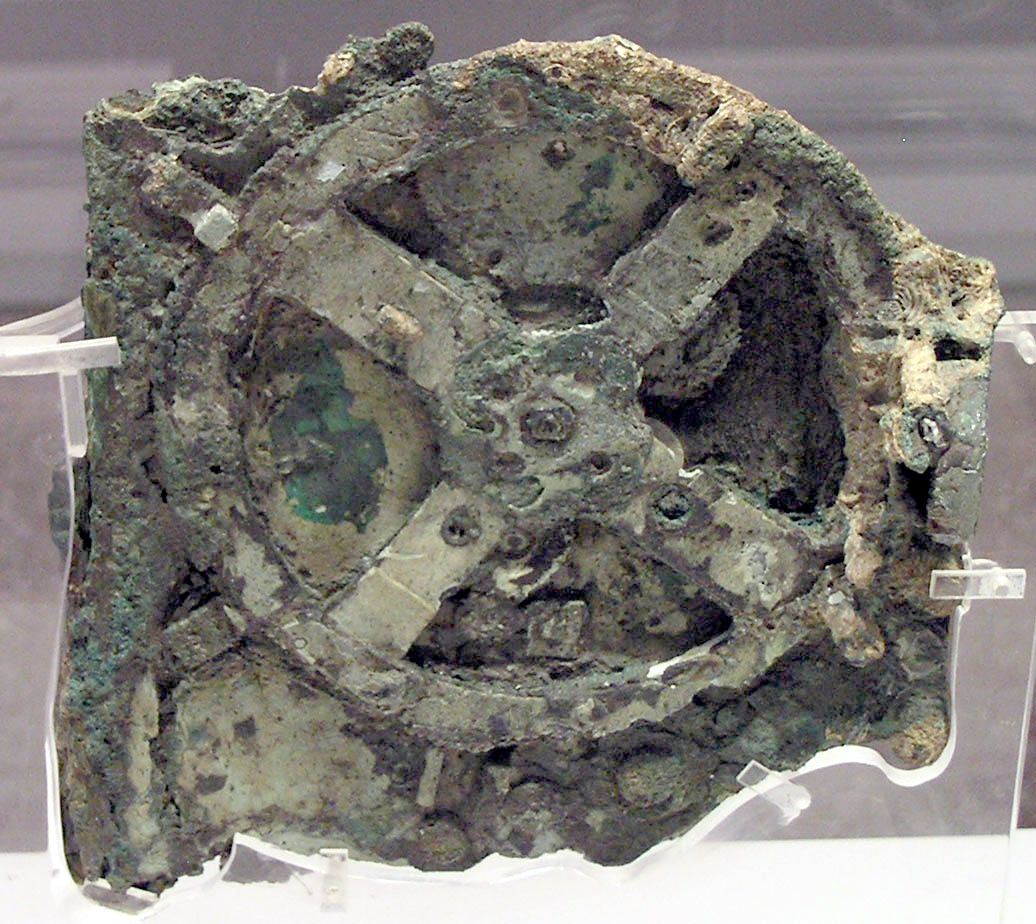
Das größte Fragment des Mechanismus von Antikythera

Der berühmteste Fund aus dem Wrack ist der sogenannte Mechanismus von Antikythera. Es handelt sich um ein mechanisches Instrument, dessen Funktion Gegenstand jahrzehntelanger interdisziplinärer Forschungen war. Man betrachtet es als astronomisches Messinstrument, das zu nautischen Zwecken genutzt worden sein könnte. Es wird auch als analoger Computer bezeichnet. Der Mechanismus wurde nach jüngsten Erkenntnissen wahrscheinlich in der 2. Hälfte des 2. Jahrhunderts v. Chr. konstruiert.

### Münzen
Die Münzen aus dem Wrack von Antikythera wurden in der Kampagne von 1976 entdeckt. Sie waren durch Korrosion miteinander verklumpt. Sie wurden im Nationalmuseum getrennt und gereinigt, um sie studieren zu können, wodurch aber teilweise ihre Oberfläche stark beschädigt wurde.
Die über 40 Bronzemünzen sind überwiegend zu schlecht erhalten für eine nähere Bestimmung. Von den wenigen bestimmbaren stammen zwei aus Catania, eine aus Panormos – dem heutigen Palermo –, eine aus Knidos und zwei aus Ephesos. Die Bronzemünzen waren von geringem Wert und wurden eher für kleine lokale Transaktionen benutzt. So deutet die große geografische Spanne der Herkunftsorte von Kleinasien bis Sizilien darauf hin, dass das Schiff oder zumindest seine Mannschaft weit gereist war.
Bei den 36 erhaltenen Silbermünzen handelt es sich um Cistophori. Die meisten stammen aus Pergamon, einige aus Ephesos. So legen auch die Silbermünzen nahe, dass das Schiff zuvor in Kleinasien, wahrscheinlich in Ephesos, geankert hatte. Die Silbermünzen lassen sich zwischen 104 und 67 v. Chr. datieren.

### Weitere Metallfunde
Im Wrack fanden sich Füße, Kopfstützen und weitere Teile von Klinen, die dank ihrer aufwendigen Verzierung wertvolle Möbelstücke gewesen sein müssen und die wie die Skulpturen wohl als Ausstattung für Häuser der wohlhabenden römischen Bevölkerung vorgesehen waren. Passend dazu gehörten zur Ladung einige kleine Silbergefäße, die man als exklusives Tischgeschirr benutzte. Einige schlichtere Metallgefäße, die in späthellenistischer Zeit entstanden, gehörten wohl eher zum Alltagsgeschirr der Besatzung.
Außerdem fand man eine kleine Zahl goldener Schmuckstücke, darunter einen Smaragd mit Goldfassung und ein Paar Ohrringe sowie einen weiteren Ohrring – vermutlich aus derselben Werkstatt – mit in Gold eingefassten farbigen Halbedelsteinen und Perlen. Dabei ist unklar, ob sie mitreisenden Frauen gehörten oder ob sie – trotz ihrer kleinen Anzahl – als Handelsgut geladen waren.

### Keramik und Glas
Der größte Teil der im Wrack gefundenen Feinkeramik gehört zur sogenannten Eastern Sigillata A, der spätesten Variante hellenistischer Keramik, die im östlichen Mittelmeerraum im 2. und 1. Jh. v. Chr. weit verbreitet war. Auch 9–10 Gefäße der sogenannten Grauen Ware – Feinkeramik mit schwarzem, glänzendem Überzug und Stempelverzierung – fanden sich an Bord. Das erhaltene Geschirr besteht vor allem aus Tellern, Schüsseln und Bechern. Die Gefäße der Eastern Sigillata A lassen sich drei Geschirrsets zuordnen. Manche Teller zeigen Benutzungsspuren, was darauf hindeutet, dass sie von der Schiffsbesatzung verwendet wurden. Unter den bislang ungeborgenen Funden des Wracks befinden sich aber noch größere Mengen ähnlicher Feinkeramik, so dass angesichts der Fundmengen davon ausgegangen werden muss, dass zumindest Teile der Feinkeramik auch zum Handelsgut gehörten. Funde von Eastern Sigillata A in Italien belegen, dass ein Handel mit dieser Ware dorthin stattfand, wenn auch in kleinen Mengen.
Im Wrack fanden sich viele Lagynoi, eine in hellenistischer Zeit im östlichen Mittelmeerraum verbreitete Gefäßform. Sie sind überwiegend spärlich oder gänzlich unverziert, wobei einige Exemplare mit einem hellen Überzug gefunden wurden, die auch aufwendiger bemalt gewesen sein könnten. Die große Menge der im Wrack von Antikythera gefundenen Lagynoi lässt vermuten, dass sie Teil der Ladung waren, wobei die Gefäße selbst wohl kaum zu den wertvolleren Handelsgütern gezählt wurden, sondern eher ihr Inhalt. Die größeren Lagynoi dienten als Transportgefäße für Flüssigkeiten, häufig Wein. Eine Menge weiterer Flaschen und Krüge verschiedener Formen und Größen von geringem Wert dienten zum Aufbewahren von flüssigen Gütern wie Wein, Parfüm oder Harz.
Unter den 21 Transportamphoren befanden sich Exemplare, die von den Inseln Rhodos und Kos und aus Ephesos stammten, sowie einige Gefäße des römischen Typs Lamboglias 2. Die rhodischen Transportamphoren aus der Kampagne 1900/1901 untersuchte und publizierte Virginia Grace. Kos und Rhodos waren für ihren Wein bekannt, der auch in Rom beliebt war.
Die Expedition von 1900/1901 brachte mehrere, teilweise sehr gut erhaltene, ein- und mehrfarbige Glasgefäße zutage. Ihre Produktionsorte werden in der Levante und in Ägypten vermutet. Das Material aus dem Wrack ist ein früher Nachweis für Glashandel nach Italien.

### Alltagsgegenstände
Olivenkerne und Schnecken, die im Wrack gefunden wurden, sind wahrscheinlich Rückstände von Nahrungsmitteln für die Besatzung. Netzsenker deuten auf Fischfang während der Reise hin. Einige Spielsteine aus Stein und Glas und einige Lampen könnten ebenfalls der Besatzung gehört haben. Die Lampen waren schlicht verziert, wurden nur in kleiner Menge gefunden und weisen Brandspuren auf, werden also wohl kaum als Handelsgut gedacht gewesen sein.

### Knochen
Im Wrack wurden Reste von 22 menschlichen Knochen und 11 menschliche Zähne gefunden. Da vier rechte Oberarmknochen darunter sind, müssen die Knochen zu mindestens vier Individuen gehören. Das Forschungsteam ermittelte einen jungen Mann von ca. 20–25 Jahren, eine junge erwachsene Frau und eine angesichts des gut erhaltenen Zahnschmelzes wahrscheinlich jugendliche Person.

## Datierung und Interpretation
Die Datierung der jüngsten Münzen um 70–60 bietet eine wichtige Grundlage für die Datierung des Wracks. Die Feinkeramik, insbesondere die Eastern Sigillata, lässt sich in die Zeit um 60–50 v. Chr. datieren. Virginia Grace zufolge dürfte die Herstellungszeit der im Wrack gefundenen Transportamphoren kurz vor die Jahrhundertmitte fallen. Die anderen Amphorenfunde aus dem Wrack bestätigen die Datierung in diesen Zeitabschnitt. Die Kombination aller datierbaren Funde ergibt, dass das Schiff wahrscheinlich zwischen 70 und 60 v. Chr. gesunken ist.
Das Schiff war wahrscheinlich auf dem Weg nach Italien. Es ging vor der Ostküste von Antikythera unter, wahrscheinlich war es also im östlichen Teil der Ägais unterwegs. Diskutiert wird der Startpunkt der Reise. Die Ladung von Waren aus verschiedenen Herkunftsregionen, die sich über den gesamten südlichen und östlichen Mittelmeerraum verteilen, spricht für einen vielbefahrenen Hafen wie Delos oder Ephesos, die um diese Zeit überregionale Warenumschlagplätze waren.
Ungeklärt ist auch die Frage nach der Herkunft einiger der geladenen Kunstwerke; insbesondere der Fertigungsort der Marmorskulpturen ist Gegenstand einer wissenschaftlichen Diskussion. Dass alle Marmorstatuen aus parischem Marmor gefertigt sind, wurde als Hinweis auf eine Herkunft von der Insel Paros gesehen. Parischer Marmor war jedoch in der Antike ein überregional begehrtes Material. Peter C. Bol kam in seiner Untersuchung der Skulpturen durch typologische Vergleiche und Untersuchungen der Arbeitstechnik zu dem Schluss, dass sie aus Werkstätten der Insel Delos stammten. Er vermutet, dass die Skulpturen bei der Zerstörung der Insel 88 oder 69 v. Chr. von Delos geraubt wurden. Ein weiterer möglicher Fertigungsort der Skulpturen ist Pergamon. Auch die älteren Werke passen zu dieser These, da es in Pergamon seit der Zeit der Attaliden verbreitet war, Skulpturen aus verschiedenen Kunstepochen zu sammeln, so dass auch die älteren Werke, die Teil der Ladung waren, so plausibel zu erklären sind. Das Spektrum an Glaswaren ähnelt dem, das bei Ausgrabungen auf Delos gefunden wurde; das wiederum stützt die These von Delos als Umschlagplatz für zumindest einen Teil der im Wrack geladenen Waren.
Diskutiert wird auch, auf welche Weise die Ladung auf das Schiff gelangte. Die beiden wesentlichen vertretenen Thesen sind, dass es sich um reguläres Handelsgut oder um Raubgut bzw. Kriegsbeute handelte. Es wurde vorgeschlagen, dass es sich um die Beute Sullas aus Athen oder um die Beute von Piraten von Melos gehandelt haben könnte. Der Astrophysiker Xenophon Moussas von der Universität Athen hält es für möglich, dass das Schiff zu einem Konvoi gehörte, der für einen von Julius Caesar geplanten Triumphzug Beutegut von Rhodos nach Rom brachte. Dass zu einigen der Marmorstatuen passende Sockel aus demselben Material erhalten sind, deutet jedoch darauf hin, dass diese Statuen gemeinsam mit ihrem Sockel aus der Werkstatt geliefert wurden und nicht beispielsweise von ihrem ersten Standort gestohlen wurden. Wahrscheinlicher ist, dass sie frisch aus der Werkstatt kamen und für ihre Erstaufstellung vorgesehen waren. Auch der sehr gute Zustand der besterhaltenen Stücke und Werkspuren an den jüngsten Marmorskulpturen deuten darauf hin, dass die Stücke zum Zeitpunkt ihrer Verschiffung neu waren und nicht von einem vorherigen Aufstellungsort entfernt wurden. So gibt es überzeugende Hinweise darauf, dass die Ladung des Schiffswracks von Antikythera legale Handelsgüter waren.

## Ausstellungen
Die Funde aus dem Wrack von Antikythera befinden sich bis heute im Archäologischen Nationalmuseum in Athen und sind teilweise in der Dauerausstellung zu sehen. 2012/2013 fand dort eine Sonderausstellung über das Wrack statt. Vom Herbst 2015 bis Frühjahr 2016 wurden die Funde in einer Ausstellung im Antikenmuseum Basel gezeigt.